# ARAL

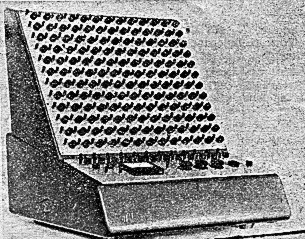

ARAL (Analogowy Analizator Równań Algebraicznych Liniowych) – skonstruowane przez K. Bochenka z GAM prototypy komputera analogowego do rozwiązywania układów równań (niekoniecznie liniowych) metodą kolejnych przybliżeń. Wykonano 3 wersje (ARAL-I w ok. 1957, ARAL-II i ARAL-III).
| [ 2 ]               | ARAL I         | ARAL II           |
| ------------------- | -------------- | ----------------- |
| Wymiary (cm)        | 240 x 170 x 60 | 100 x 80 x 60     |
| Waga (kg)           | 250            | 50                |
| Moc pobierana (Wat) | 700            | 300               |
| Rząd równań         | 7              | 12                |
| Dokładność          | 1%             | 0,1%              |
| Cena (zł)           | -              | 70 000 (ok. 1957) |